# Federazione Italiana Scherma
La Federazione Italiana Scherma (FIS) si occupa della promozione della scherma in Italia. È una federazione affiliata al CONI e alla Fédération Internationale d'Escrime (FIE).

## Storia

Da sinistra: le schermitrici italiane Margherita Zalaffi, Anna Rita Sparaciari, Clara Mochi, Dorina Vaccaroni e Carola Cicconetti, medaglia d'oro nel fioretto a squadre al campionato mondiale di scherma 1982.

La scherma italiana ebbe da sempre un ruolo fondamentale sul piano internazionale e nonostante questo fino al 1909 mancò totalmente un'associazione italiana. Nel 1901 vi fu un primo tentativo di istituzione, promosso dall'on. Enrico Arlotta con un gruppo di "schermitori dilettanti" (allora erano così definiti gli atleti) a Napoli, sede dell'Accademia Nazionale di Scherma. Già in questo primo tentativo venne stabilito che la sede della Federazione dovesse essere a Roma.
Nel 1901 si tennero i primi campionati italiani per dilettanti e nel 1906 Campionati italiani assoluti di scherma.
Occorrerà però aspettare fino al 1909 per vedere la nascita della Federazione Schermistica Italiana, ad opera del capitano Augusto Ciacci e del sen. Luigi Lucchini.
Il conte Enzo Ravaschieri Fieschi diresse la commissione incaricata di redigere lo statuto, e fu anche il primo presidente.
Nel 1913 nacque anche la Fédération Internationale d'Escrime, cui la FIS aderì. Nel 1923 la federazione cambierà nome in Confederazione Italiana di Scherma, per assumere il nome attuale nel 1933.
L'importanza dello sport crebbe, grazie anche ai successi olimpici, e addirittura nel 1920, ai giochi olimpici di Anversa, Nedo Nadi – già vincitore del fioretto individuale alle Olimpiadi di Stoccolma del 1912 – riuscì nell'impresa di vincere ben cinque medaglie d'oro, gareggiando in tutte le specialità (spada, fioretto, sciabola). Con il fratello Aldo (anch'egli vincitore di tre titoli a squadre), Nedo Nadi è la prima star internazionale della scherma italiana.
Negli anni '20 e '30 del Novecento il dominio della scuola italiana è pressoché assoluto, con le squadre maschili di spada, fioretto e sciabola costantemente a medaglia alle Olimpiadi e ai Mondiali. A livello individuale spiccano le figure del livornese Gustavo Marzi (sette medaglie olimpiche e venti mondiali tra fioretto e sciabola) e Giulio Gaudini (nove medaglie olimpiche e una mondiale).
La supremazia nel settore riprende inalterata dopo la lunga pausa della guerra, a cominciare dalle Olimpiadi di Londra del 1948 e dai Mondiali al Cairo del 1949 e si mantiene costante per tutti gli anni '50. Gli atleti di maggior rilievo sono Giuseppe Delfino e soprattutto Edoardo Mangiarotti che diverrà lo schermidore italiano più vincente della storia: 13 medaglie ai Giochi Olimpici (di cui 6 d’oro) nell’arco di 24 anni, cui si aggiungono 26 medaglie ai Mondiali (di cui 13 d'oro). L'Italia adesso compete con eguale successo anche a livello femminile con la squadra di fioretto guidata da Irene Camber che nel 1952 a Helsinki conquista il secondo oro femminile azzurro assoluto ai Giochi olimpici, dopo quello della velocista bolognese Ondina Valla a Berlino.
Gli anni '60 e '70 sono un periodo di pausa per la scuola italiana (pur segnato da alcuni importanti successi individuali, come quello di Antonella Ragno alle Olimpiadi di Monaco nel 1972 e di Fabio Dal Zotto alle Olimpiadi di Montréal del 1976 e gli ori mondiali nella sciabola di Michele Maffei e Mario Aldo Montano). Dagli anni '80 la scherma italiana torna a primeggiare con una serie impressionante di successi, individuali e di squadra. Tra gli atleti più medagliati spiccano i nomi di Dorina Vaccaroni, Giovanna Trillini e Valentina Vezzali in campo femminile, e di Mauro Numa, Aldo Montano e Salvatore Sanzo in campo maschile.
La FIS ha finora conquistato ben 125 medaglie olimpiche, superando qualsiasi altro sport praticato in Italia.

## Medagliere italiano, per categoria (Olimpiadi e Mondiali)

### Gare maschili

#### Sciabola individuale
| Competizione                     | Schermidori italiani medagliati                              |
| -------------------------------- | ------------------------------------------------------------ |
| Olimpiade (Parigi 1900)          | Antonio Conte (cat. maestri) – Italo Santelli (cat. maestri) |
| Olimpiade (Anversa 1920)         | Nedo Nadi – Aldo Nadi                                        |
| Mondiale (Budapest/Ostenda) 1926 | Bino Bini                                                    |
| Olimpiade (Amsterdam 1928)       | Bino Bini                                                    |
| Mondiale (Napoli 1929)           | Gustavo Marzi                                                |
| Olimpiade (Los Angeles 1932)     | Giulio Gaudini                                               |
| Mondiale (Budapest 1933)         | Gustavo Marzi                                                |
| Mondiale (Varsavia 1934)         | Giulio Gaudini                                               |
| Mondiale (Piešťany 1938)         | Aldo Montano Sr. – Aldo Masciotta – Giuseppe Perenno         |
| Mondiale (Lisbona 1947)          | Aldo Montano Sr. – Gastone Darè                              |
| Olimpiade (Londra 1948)          | Vincenzo Pinton                                              |
| Mondiale (Il Cairo 1949)         | Gastone Darè – Giorgio Pellini – Vincenzo Pinton             |
| Mondiale (Montecarlo 1950)       | Vincenzo Pinton – Gastone Darè                               |
| Mondiale (Stoccolma 1951)        | Gastone Darè                                                 |
| Mondiale (Roma 1955)             | Renzo Nostini                                                |
| Olimpiade (Roma 1960)            | Wladimiro Calarese                                           |
| Mondiale (Danzica 1963)          | Wladimiro Calarese                                           |
| Mondiale (Vienna 1971)           | Michele Maffei                                               |
| Mondiale (Göteborg 1973)         | Mario Aldo Montano                                           |
| Mondiale (Grenoble 1974)         | Mario Aldo Montano                                           |
| Mondiale (Buenos Aires 1977)     | Angelo Arcidiacono                                           |
| Mondiale (Amburgo 1978)          | Michele Maffei                                               |
| Europeo (Foggia 1981)            | Ferdinando Meglio                                            |
| Mondiale (Clermont-Ferrand 1981) | Michele Maffei                                               |
| Europeo (Lisbona 1983)           | Giovanni Scalzo                                              |
| Mondiale (Vienna 1983)           | Gianfranco Dalla Barba                                       |
| Olimpiade (Los Angeles 1984)     | Marco Marin                                                  |
| Olimpiade (Seul 1988)            | Giovanni Scalzo                                              |
| Mondiale (Lione 1990)            | Tonhi Terenzi                                                |
| Europeo (Lisbona 1992)           | Raffaello Caserta – Luigi Tarantino                          |
| Olimpiade (Barcellona 1992)      | Marco Marin                                                  |
| Mondiale (Lione 1993)            | Tonhi Terenzi                                                |
| Europeo (Cracovia 1994)          | Raffaello Caserta – Luigi Tarantino                          |
| Europeo (Keszthely 1995)         | Raffaello Caserta                                            |
| Mondiale (L'Aia 1995)            | Luigi Tarantino & Tonhi Terenzi                              |
| Europeo (Limoges 1996)           | Luigi Tarantino                                              |
| Europeo (Plovdiv 1998)           | Luigi Tarantino                                              |
| Mondiale (Chaux de Fonds 1998)   | Luigi Tarantino – Raffaello Caserta                          |
| Europeo (Bolzano 1999)           | Luigi Tarantino                                              |
| Mondiale (Lisbona 2002)          | Luigi Tarantino                                              |
| Europeo (Bourges 2003)           | Luigi Tarantino                                              |
| Mondiale (Avana 2003)            | Aldo Montano                                                 |
| Olimpiade (Atene 2004)           | Aldo Montano                                                 |
| Europeo (Zalaegerszeg 2005)      | Aldo Montano                                                 |
| Mondiale (San Pietroburgo 2007)  | Aldo Montano                                                 |
| Europeo (Plovdiv 2009)           | Giampiero Pastore                                            |
| Mondiale (Antalia 2009)          | Luigi Tarantino                                              |
| Mondiale (Catania 2011)          | Aldo Montano – Luigi Tarantino                               |
| Olimpiade (Londra 2012)          | Diego Occhiuzzi                                              |
| Europeo (Zagabria 2013)          | Enrico Berrè                                                 |
| Europeo (Tbilisi 2017)           | Luca Curatoli                                                |
| Mondiale (Budapest 2019)         | Luca Curatoli                                                |
| Olimpiade (Tokyo 2020)           | Luigi Samele                                                 |
| Europeo (Adalia 2022)            | Luca Curatoli                                                |

#### Sciabola a squadre
| Competizione                       | Schermidori italiani medagliati                                                                                                   |
| ---------------------------------- | --- |
| Olimpiade (Londra 1908)            | Riccardo Nowak, Alessandro Pirzio Biroli, Abelardo Olivier, Marcello Bertinetti, Sante Ceccherini                                 |
| Olimpiade (Anversa 1920)           | Nedo Nadi, Aldo Nadi, Abelardo Olivier, Dino Urbani, Tommaso Costantino, Paolo Thaon di Revel, Giovanni Canova                    |
| Olimpiade (Parigi 1924)            | Oreste Puliti, Oreste Moricca, Marcello Bertinetti, Giulio Sarrocchi, Renato Anselmi, Guido Balzarini, Bino Bini, Vincenzo Cuccia |
| Olimpiade (Amsterdam 1928)         | Bino Bini, Oreste Puliti, Giulio Sarrocchi, Renato Anselmi, Emilio Salafia, Gustavo Marzi                                         |
| Mondiale (Liegi 1930)              | Renato Anselmi, Arturo De Vecchi, Giulio Gaudini, Gustavo Marzi, Alfredo Pezzana, Emilio Salafia                                  |
| Mondiale (Vienna 1931)             | Renato Anselmi, Arturo De Vecchi, Giulio Gaudini, Gustavo Marzi, Ugo Pignotti, Emilio Salafia                                     |
| Olimpiade (Los Angeles 1932)       | Gustavo Marzi, Giulio Gaudini, Renato Anselmi, Emilio Salafia, Arturo De Vecchi, Ugo Pignotti                                     |
| Mondiale (Budapest 1933)           | Giulio Gaudini, Gustavo Marzi, Vincenzo Pinton, Emilio Salafia, Silvio Turchi, Ugo Ughi                                           |
| Mondiale (Varsavia 1934)           | Giulio Gaudini, Gustavo Marzi, Aldo Montano Sr., Vincenzo Pinton, Emilio Salafia, Angiolo Treves                                  |
| Mondiale (Losanna 1935)            | Giulio Gaudini, Gustavo Marzi, Aldo Masciotta, Aldo Montano, Vincenzo Pinton, Emilio Salafia                                      |
| Olimpiade (Berlino 1936)           | Giulio Gaudini, Gustavo Marzi, Aldo Masciotta, Vincenzo Pinton, Aldo Montano Sr., Athos Tanzini                                   |
| Mondiale (Parigi 1937)             | Gustavo Marzi, Aldo Masciotta, Aldo Montano Sr., Giuseppe Perenno, Vincenzo Pinton, Arturo Di Lorenzo                             |
| Mondiale (Piešťany 1938)           | Giulio Gaudini, Gustavo Marzi, Aldo Masciotta, Aldo Montano Sr., Giuseppe Perenno, Mauro Racca                                    |
| Mondiale (Lisbona 1947)            | Gastone Darè, Umberto De Martino, Carlo Filogamo, Aldo Montano Sr., Vincenzo Pinton, Mauro Racca                                  |
| Olimpiade (Londra 1948)            | Vincenzo Pinton, Gastone Darè, Carlo Turcato, Mauro Racca, Aldo Montano Sr., Renzo Nostini                                        |
| Mondiale (Il Cairo 1949)           | Gastone Darè, Renzo Nostini, Mauro Racca, Vincenzo Pinton, Giorgio Pellini, Vittorio Stagni                                       |
| Mondiale (Montecarlo 1950)         | Gastone Darè, Arturo Ferrando, Roberto Ferrari, Aldo Montano Sr., Vincenzo Pinton, Mauro Racca                                    |
| Mondiale (Stoccolma 1951)          | Gastone Darè, Roberto Ferrari, Renzo Nostini, Vincenzo Pinton, Mauro Racca, Vittorio Stagni                                       |
| Olimpiade (Helsinki 1952)          | Vincenzo Pinton, Renzo Nostini, Gastone Darè, Mauro Racca, Roberto Ferrari, Giorgio Pellini                                       |
| Mondiale (Bruxelles 1953)          | Gastone Darè, Roberto Ferrari, Renzo Nostini, Domenico Pace, Vincenzo Pinton, Mauro Racca                                         |
| Mondiale (Roma 1955)               | Giuseppe Comini, Gastone Darè, Roberto Ferrari, Arturo Montorsi, Luigi Narduzzi, Renzo Nostini                                    |
| Olimpiade (Roma 1960)              | Wladimiro Calarese, Giampaolo Calanchini, Pierluigi Chicca, Mario Ravagnan, Roberto Ferrari                                       |
| Olimpiade (Tokyo 1964)             | Giampaolo Calanchini, Wladimiro Calarese, Pierluigi Chicca, Mario Ravagnan, Cesare Salvadori                                      |
| Mondiale (Parigi 1965)             | Giampaolo Calanchini, Wladimiro Calarese, Pierluigi Chicca, Paolo Narduzzi, Cesare Salvadori                                      |
| Olimpiade (Città del Messico 1968) | Wladimiro Calarese, Rolando Rigoli, Pierluigi Chicca, Michele Maffei, Cesare Salvadori                                            |
| Mondiale (Vienna 1971)             | |
| Olimpiade (Monaco 1972)            | Michele Maffei, Rolando Rigoli, Cesare Salvadori, Mario Aldo Montano, Mario Tullio Montano                                        |
| Mondiale (Göteborg 1973)           | |
| Mondiale (Grenoble 1974)           | |
| Olimpiade (Montréal 1976)          | Mario Aldo Montano, Mario Tullio Montano, Michele Maffei, Tommaso Montano, Angelo Arcidiacono                                     |
| Mondiale (Amburgo 1978)            | |
| Mondiale (Melbourne 1979)          | |
| Olimpiade (Mosca 1980)             | Mario Aldo Montano, Michele Maffei, Ferdinando Meglio, Marco Romano                                                               |
| Mondiale (Roma 1982)               | |
| Mondiale (Vienna 1983)             | |
| Olimpiade (Los Angeles 1984)       | Marco Marin, Gianfranco Dalla Barba, Giovanni Scalzo, Ferdinando Meglio, Angelo Arcidiacono                                       |
| Olimpiade (Seul 1988)              | Giovanni Scalzo, Marco Marin, Gianfranco Dalla Barba, Ferdinando Meglio, Massimo Cavaliere                                        |
| Mondiale (Essen 1993)              | |
| Mondiale (L'Aia 1995)              | Luigi Tarantino, Raffaello Caserta, Tonhi Terenzi, Marco Marin                                                                    |
| Olimpiade (Atlanta 1996)           | Raffaello Caserta, Luigi Tarantino, Tonhi Terenzi                                                                                 |
| Europeo (Plovdiv 1998)             | |
| Europeo (Bolzano 1999)             | |
| Mondiale (Lisbona 2002)            | |
| Europeo (Bourges 2003)             | |
| Olimpiade (Atene 2004)             | Aldo Montano, Giampiero Pastore, Luigi Tarantino                                                                                  |
| Mondiale (Lipsia 2005)             | |
| Mondiale (San Pietroburgo 2007)    | |
| Olimpiade (Pechino 2008)           | Aldo Montano, Diego Occhiuzzi, Giampiero Pastore, Luigi Tarantino                                                                 |
| Europeo (Plovdiv 2009)             | Aldo Montano, Diego Occhiuzzi, Giampiero Pastore, Luigi Tarantino                                                                 |
| Mondiale (Antalia 2009)            | |
| Europeo (Lipsia 2010)              | Aldo Montano, Diego Occhiuzzi, Luigi Samele, Luigi Tarantino                                                                      |
| Mondiale (Parigi 2010)             | |
| Europeo (Sheffield 2011)           | Aldo Montano, Diego Occhiuzzi, Luigi Tarantino, Giampiero Pastore (ris.)                                                          |
| Mondiale (Catania 2011)            | |
| Olimpiade (Londra 2012)            | Aldo Montano, Diego Occhiuzzi, Luigi Tarantino, Luigi Samele                                                                      |
| Europeo (Zagabria 2013)            | Diego Occhiuzzi, Enrico Berrè, Aldo Montano, Luigi Samele                                                                         |
| Europeo (Strasburgo 2014)          | Enrico Berrè, Diego Occhiuzzi, Luigi Samele, Luigi Miracco                                                                        |
| Europeo (Montreux 2015)            | |
| Mondiale (Mosca 2015)              | Enrico Berrè, Luca Curatoli, Aldo Montano, Diego Occhiuzzi                                                                        |
| Europeo (Toruń 2016)               | |
| Europeo (Tbilisi 2017)             | |
| Mondiale (Lipsia 2017)             | |
| Europeo (Novi Sad 2018)            | Aldo Montano, Luigi Samele, Enrico Berrè, Luca Curatoli                                                                           |
| Mondiale (Wuxi 2017)               | |
| Europeo (Düsseldorf 2019)          | Enrico Berrè, Luca Curatoli, Aldo Montano, Luigi Samele                                                                           |
| Mondiale (Budapest 2019)           | Enrico Berrè, Luca Curatoli, Aldo Montano, Luigi Samele                                                                           |
| Olimpiade (Tokyo 2020)             | Enrico Berrè, Luca Curatoli, Luigi Samele, Aldo Montano                                                                           |
| Mondiale (Cairo 2022)              | Luca Curatoli, Michele Gallo, Luigi Samele, Pietro Torre                                                                          |

## Medagliere italiano, per competizione

### Seniores

#### Giochi Olimpici
(dopo i giochi di Rio de Janiero 2016)
| Posizione nel Medagliere | Paese  |    |    |    | Totale |
| ------------------------ | ------ | -- | -- | -- | ------ |
| 1                        | Italia | 49 | 43 | 33 | 125    |

- Edizioni prese in considerazione: da Atene 1896 in poi.

| Ed. dei Giochi Olimpici      |   |   |   | Schermitori italiani medagliati |
| ---------------------------- | - | - | - | --- |
| I - Atene 1896               | 0 | 0 | 0 | Alle gare di scherma non partecipa alcun atleta italiano |
| II - Parigi 1900             | 1 | 1 | 0 | Antonio Conte (sciabola maestri) – Italo Santelli (sciabola maestri) |
| III - Saint Louis 1904       | 0 | 0 | 0 | Alle gare di scherma non partecipa alcun atleta italiano |
| IV - Londra 1908             | 0 | 1 | 0 | Squadra sciabola maschile (Riccardo Nowak, Alessandro Pirzio Biroli, Abelardo Olivier, Marcello Bertinetti, Sante Ceccherini) |
| V - Stoccolma 1912           | 1 | 1 | 0 | Nedo Nadi (fioretto) – Pietro Speciale (fioretto) |
| VI - 1916                    | - | - | - | Olimpiade non disputata a causa degli eventi bellici |
| VII - Anversa 1920           | 5 | 1 | 0 | Nedo Nadi (fioretto & sciabola) – Squadra spada maschile (Nedo Nadi, Aldo Nadi, Abelardo Olivier, Dino Urbani, Tommaso Costantino, Paolo Thaon di Revel, Giovanni Canova) – Squadra fioretto maschile (Tommaso Costantino, Aldo Nadi, Nedo Nadi, Abelardo Olivier, Oreste Puliti, Pietro Speciale, Rodolfo Terlizzi) – Squadra sciabola maschile (Nedo Nadi, Aldo Nadi, Oreste Puliti, Baldo Baldi, Francesco Gargano, Giorgio Santelli, Dino Urbani) – Aldo Nadi (sciabola) |
| VIII - Parigi 1924           | 1 | 0 | 1 | Squadra sciabola maschile (Oreste Puliti, Oreste Moricca, Marcello Bertinetti, Giulio Sarrocchi, Renato Anselmi, Guido Balzarini, Bino Bini, Vincenzo Cuccia)– Squadra spada maschile (Marcello Bertinetti, Giovanni Canova, Vincenzo Cuccia, Giulio Basletta, Virgilio Mantegazza, Oreste Moricca) |
| IX - Amsterdam 1928          | 2 | 1 | 2 | Squadra spada maschile – Squadra fioretto maschile – Squadra sciabola maschile – Giulio Gaudini (fioretto) – Bino Bini (sciabola) |
| X - Los Angeles 1932         | 2 | 4 | 2 | Giancarlo Cornaggia-Medici (spada) – Gustavo Marzi (fioretto) – Giulio Gaudini (sciabola) – Squadra spada maschile – Squadra fioretto maschile – Squadra sciabola maschile – Carlo Agostoni (spada) – Giulio Gaudini (fioretto) |
| XI - Berlino 1936            | 4 | 3 | 2 | Franco Riccardi (spada) – Giulio Gaudini (fioretto) – Squadra spada maschile – Squadra fioretto maschile – Saverio Ragno (spada) – Gustavo Marzi (sciabola) – Squadra sciabola maschile – Giancarlo Cornaggia-Medici (spada) – Giorgio Bocchino (fioretto) |
| XII - 1940                   | - | - | - | Olimpiade non disputata a causa degli eventi bellici |
| XIII - 1944                  | - | - | - | Olimpiade non disputata a causa degli eventi bellici |
| XIV - Londra 1948            | 1 | 4 | 1 | Luigi Cantone (spada) – Vincenzo Pinton (sciabola) – Squadra spada maschile – Squadra fioretto maschile – Squadra sciabola maschile – Edoardo Mangiarotti (spada) |
| XV - Helsinki 1952           | 3 | 4 | 1 | Edoardo Mangiarotti (spada) – Irene Camber (fioretto) – Squadra spada maschile – Dario Mangiarotti (spada) – Edoardo Mangiarotti (fioretto) – Squadra fioretto maschile – Squadra sciabole maschile – Manlio Di Rosa (fioretto) |
| XVI - Melbourne 1956         | 3 | 2 | 2 | Carlo Pavesi (spada) – Squadra spada maschile – Squadra fioretto maschile – Giuseppe Delfino (spada) – Giancarlo Bergamini (fioretto) – Edoardo Mangiarotti (spada) – Antonio Spallino (fioretto) |
| XVII - Roma 1960             | 2 | 1 | 3 | Giuseppe Delfino (spada) – Squadra spada maschile – Squadra fioretto maschile – Wladimiro Calarese (sciabola) – Squadra sciabola maschile – Squadra fioretto femminile |
| XVIII - Tokyo 1964           | 0 | 2 | 1 | Squadra spada maschile – Squadra sciabola maschile – Antonella Ragno (fioretto) |
| XIX - Città del Messico 1968 | 0 | 1 | 1 | Squadra sciabola maschile – Gianluigi Saccaro (spada) |
| XX - Monaco 1972             | 2 | 0 | 0 | Antonella Ragno (fioretto) – Squadra sciabola maschile |
| XXI - Montréal 1976          | 1 | 3 | 0 | Fabio Dal Zotto (fioretto) – Maria Consolata Collino (fioretto) – Squadra fioretto maschile – Squadra sciabola maschile |
| XXII - Mosca 1980            | 0 | 1 | 0 | Squadra sciabola maschile |
| XXIII - Los Angeles 1984     | 3 | 1 | 3 | Mauro Numa (fioretto) – Squadra fioretto maschile – Squadra sciabola maschile – Marco Marin (sciabola) – Stefano Cerioni (fioretto) – Dorina Vaccaroni (spada) – Squadra spada maschile |
| XXIV - Seul 1988             | 1 | 1 | 2 | Stefano Cerioni (fioretto) – Squadra fioretto femminile – Giovanni Scalzo (sciabola) – Squadra sciabola maschile |
| XXV - Barcellona 1992        | 2 | 1 | 0 | Giovanna Trillini (fioretto) – Squadra fioretto femminile – Marco Marin (sciabola) |
| XXVI - Atlanta 1996          | 3 | 2 | 2 | Alessandro Puccini (fioretto) – Squadra spada maschile – Squadra fioretto femminile – Valentina Vezzali (fioretto) – Squadra spada femminile – Giovanna Trillini (fioretto) – Squadra sciabola maschile |
| XXVII - Sydney 2000          | 3 | 0 | 2 | Valentina Vezzali (fioretto) – Squadra spada maschile – Squadra fioretto femminile – Giovanna Trillini (fioretto) – Squadra fioretto maschile |
| XXVIII - Atene 2004          | 3 | 3 | 1 | Aldo Montano (sciabola) – Valentina Vezzali (fioretto) – Squadra fioretto maschile – Salvatore Sanzo (fioretto) – Margherita Granbassi (fioretto) – Squadra sciabola maschile – Andrea Cassarà (fioretto) |
| XXIX - Pechino 2008          | 2 | 0 | 5 | Matteo Tagliariol (spada) – Valentina Vezzali (fioretto) – Salvatore Sanzo (fioretto) – Giovanna Trillini (fioretto) – Squadra spada maschile – Squadra sciabola maschile – Squadra fioretto femminile |
| XXX - Londra 2012            | 3 | 2 | 2 | Elisa Di Francisca (fioretto) – Squadra fioretto maschile – Squadra fioretto femminile – Diego Occhiuzzi (sciabola) – Arianna Errigo (fioretto) – Valentina Vezzali (fioretto) – Squadra sciabola maschile |
| XXXI - Rio di Janeiro 2016   | 1 | 3 | 0 | Daniele Garozzo (fioretto) – Rossella Fiamingo (spada) – Elisa Di Francisca (fioretto) – Squadra spada maschile |
| XXXII - Tokyo 2020 (2021)    | 0 | 3 | 2 | Daniele Garozzo (fioretto) – Luigi Samele (sciabola) – Squadra sciabola maschile – Squadra spada femminile – Squadra fioretto femminile |

#### Campionati Mondiali
(dopo i campionati mondiali di Mosca 2015)
| Posizione nel Medagliere | Paese  |     |     |     | Totale |
| ------------------------ | ------ | --- | --- | --- | ------ |
| 1                        | Italia | 108 | 101 | 115 | 324    |

- Edizioni prese in considerazione: da Parigi 1921 in poi.

| Campionati Internazionali (1921-1936) |   |   |   | Schermidori italiani medagliati |
| ------------------------------------- | - | - | - | --- |
| 1. Parigi 1921                        | 0 | 0 | 0 | |
| 2. Parigi/Ostenda 1922                | 0 | 0 | 0 | |
| 3. L'Aia 1923                         | 0 | 0 | 0 | |
| 4. Ostenda 1925                       | 0 | 0 | 0 | |
| 5. Budapest/Ostenda 1926              | 1 | 0 | 2 | Giorgio Chiavacci (fioretto) – Ugo Pignotti (fioretto) – Bino Bini (sciabola) |
| 6. Vichy 1927                         | 1 | 0 | 1 | Oreste Puliti (fioretto) – Gioacchino Guaragna (fioretto) |
| 7. Napoli 1929                        | 2 | 2 | 2 | Oreste Puliti (fioretto) – Squadra fioretto maschile – Franco Riccardi (spada) – Gustavo Marzi (sciabola) – Marcello Bertinetti (spada) – Giulio Gaudini (fioretto)                                                             |
| 8. Liegi 1930                         | 2 | 5 | 1 | Giulio Gaudini (fioretto) – Squadra fioretto maschile – Alfredo Pezzana (spada) – Gustavo Marzi (fioretto) – Germana Schwaiger (fioretto) – Squadra spada maschile – Squadra sciabola maschile – Gioacchino Guaragna (fioretto) |
| 9. Vienna 1931                        | 2 | 2 | 0 | Squadra spada maschile – Squadra fioretto maschile – Gustavo Marzi (fioretto) – Squadra sciabola maschile |
| 10. Copenaghen 1932                   | 0 | 0 | 0 | Ed. ridotta alla sola competizione del fioretto femminile a squadre, non compresa nel programma olimpico di Los Angeles 1932 |
| 11. Budapest 1933                     | 3 | 4 | 1 | Gioacchino Guaragna (fioretto) – Squadra spada maschile – Squadra fioretto maschile – Saverio Ragno (spada) – Giulio Gaudini (fioretto) – Gustavo Marzi (sciabola) – Squadra sciabola maschile – Giulio Gaudini (sciabola)      |
| 12. Varsavia 1934                     | 2 | 4 | 2 | Giulio Gaudini (fioretto) – Squadra fioretto maschile – Gustavo Marzi (fioretto) – Giulio Gaudini (sciabola) – Squadra spada maschile – Squadra sciabola maschile – Giorgio Bocchino (fioretto) – Squadra fioretto femminile    |
| 13. Losanna 1935                      | 1 | 1 | 1 | Squadra fioretto maschile – Squadra sciabola maschile – Saverio Ragno (spada) |
| 14. Sanremo 1936                      | 0 | 0 | 0 | Ed. ridotta alla sola competizione del fioretto femminile a squadre, non compresa nel programma olimpico di Berlino 1936 |

| Campionati Mondiali (dal 1937) |   |   |   | Schermidori italiani medagliati |
| ------------------------------ | - | - | - | --- |
| 1. Parigi 1937                 | 3 | 1 | 0 | Gustavo Marzi (fioretto) – Squadra spada maschile – Squadra fioretto maschile – Squadra sciabola maschile |
| 2. Piešťany 1938               | 4 | 3 | 2 | Gioacchino Guaragna (fioretto) – Aldo Montano Sr. (sciabola) – Squadra fioretto maschile – Squadra sciabola maschile – Edoardo Mangiarotti (spada) – Giorgio Bocchino (fioretto) – Aldo Masciotta – Giuseppe Perenno (sciabola) – Squadra spada maschile |
| 3. Lisbona 1947                | 2 | 3 | 4 | Aldo Montano Sr. (sciabola) – Squadra sciabola maschile – Manlio Di Rosa (fioretto) – Silvia Strukel (fioretto) – Squadra fioretto maschile – Edoardo Mangiarotti (fioretto) – Gastone Darè (sciabola) – Squadra spada maschile – Squadra fioretto femminile |
| 4. L'Aia 1948                  | 0 | 0 | 0 | Ed. ridotta alle sole specialità non incluse alle Olimpiadi di Londra 1948 |
| 5. Cairo 1949                  | 5 | 2 | 4 | Dario Mangiarotti (spada) – Gastone Darè (sciabola) – Squadra spada maschile – Squadra fioretto maschile – Squadra sciabola maschile – Renzo Nostini (fioretto) – Giorgio Pellini (sciabola) – Giuliano Nostini & Edoardo Mangiarotti (fioretto)– Vincenzo Pinton & Vittorio Stagni (sciabola) |
| 6. Montecarlo 1950             | 4 | 1 | 2 | Renzo Nostini (fioretto) – Squadra spada maschile – Squadra fioretto maschile – Squadra sciabola maschile – Vincenzo Pinton (sciabola) – Dario Mangiarotti (spada) – Gastone Darè (sciabola) |
| 7. Stoccolma 1951              | 2 | 5 | 1 | Edoardo Mangiarotti (spada) – Manlio Di Rosa (fioretto) – Carlo Pavesi (spada) – Edoardo Mangiarotti (fioretto) – Squadra spada maschile – Squadra fioretto maschile – Squadra sciabola maschile – Gastone Darè (sciabola) |
| 8. Copenaghen 1952             | 0 | 0 | 1 | Squadra fioretto femminile (Irene Camber, Alberta Lorenzoni, Velleda Cesari, Silvia Strukel, Jenny Zanelli) Ed. ridotta alle sole specialità non incluse alle Olimpiadi di Helsinki 1952 |
| 9. Bruxelles 1953              | 2 | 3 | 3 | Irene Camber (fioretto) – Squadra spada maschile (Giorgio Anglesio, Franco Bertinetti, Giuseppe Delfino, Edoardo Mangiarotti, Dario Mangiarotti, Carlo Pavesi) – Edoardo Mangiarotti (fioretto) – Squadra fioretto maschile (Giancarlo Bergamini, Manlio Di Rosa, Roberto Ferrari, Edoardo Mangiarotti, Renzo Nostini, Antonio Spallino) – Squadra sciabola maschile (Gastone Darè, Roberto Ferrari, Renzo Nostini, Domenico Pace, Vincenzo Pinton, Mauro Racca) – Fiorenzo Marini (spada) – Manlio Di Rosa (fioretto) – Squadra fioretto femminile (Irene Camber, Velleda Cesari, Alberta Lorenzoni, Jenny Zanelli, Silvia Strukel, Bruna Colombetti-Peroncini) |
| 10. Lussemburgo 1954           | 3 | 3 | 2 | |
| 11. Roma 1955                  | 3 | 3 | 3 | |
| 12. Londra 1956                | 0 | 0 | 0 | Ed. ridotta |
| 13. Parigi 1957                | 2 | 0 | 3 | |
| 14. Filadelfia 1958            | 2 | 1 | 1 | Giancarlo Bergamini (fioretto) – Squadra spada maschile – Edoardo Mangiarotti (spada) – Squadra fioretto maschile |
| 15. Budapest 1959              | 0 | 0 | 1 | Giuseppe Delfino (spada) |
| 16. Torino 1961                | 0 | 0 | 0 | – |
| 17. Buenos Aires 1962          | 0 | 0 | 1 | Squadra fioretto femminile |
| 18. Danzica 1963               | 0 | 0 | 2 | Wladimiro Calarese (sciabola) – Squadra fioretto femminile |
| 19. Parigi 1965                | 0 | 1 | 1 | Squadra sciabola maschile – Squadra fioretto femminile |
| 20. Mosca 1966                 | 0 | 0 | 0 | – |
| 21. Montréal 1967              | 0 | 1 | 0 | Antonella Ragno (fioretto) |
| 22. L'Avana 1969               | 0 | 0 | 0 | – |
| 23. Ankara 1970                | 0 | 0 | 0 | – |
| 24. Vienna 1971                | 1 | 1 | 1 | Michele Maffei (sciabola) – Nicola Granieri (spada) – Squadra sciabola maschile |
| 25. Goteborg 1973              | 1 | 0 | 2 | Mario Aldo Montano (sciabola) – John Pezza (spada) – Squadra sciabola maschile |
| 26. Grenoble 1974              | 1 | 1 | 1 | Mario Aldo Montano (sciabola) – Carlo Montano (fioretto) – Squadra sciabola maschile |
| 27. Budapest 1975              | 0 | 0 | 1 | Squadra fioretto maschile |
| 28. Buenos Aires 1977          | 0 | 1 | 2 | Squadra fioretto maschile – Carlo Montano (fioretto) – Angelo Arcidiacono (sciabola) |
| 29. Amburgo 1978               | 0 | 0 | 2 | Michele Maffei (sciabola) – Squadra sciabola maschile |
| 30. Melbourne 1979             | 0 | 2 | 1 | Squadra fioretto maschile – Squadra sciabola maschile – Fabio Dal Zotto (fioretto) |
| 31. Clermont-Ferrand 1981      | 0 | 1 | 3 | Squadra fioretto maschile – Angelo Scuri (fioretto) – Michele Maffei (sciabola) – Dorina Vaccaroni (fioretto) |
| 32. Roma 1982                  | 1 | 3 | 2 | Squadra fioretto femminile – Mauro Numa (fioretto) – Dorina Vaccaroni (fioretto) – Squadra sciabola maschile – Federico Cervi (fioretto) – Squadra fioretto maschile |
| 33. Vienna 1983                | 2 | 2 | 3 | Dorina Vaccaroni (fioretto) – Squadra fioretto femminile – Gianfranco Dalla Barba (sciabola) – Carola Cicconetti (fioretto) – Angelo Mazzoni (spada) – Squadra spada maschile – Squadra sciabola maschile |
| 34. Barcellona 1985            | 2 | 2 | 0 | Mauro Numa (fioretto) – Squadra fioretto maschile – Andrea Cipressa (fioretto) – Squadra spada maschile |
| 35. Sofia 1986                 | 2 | 1 | 2 | Andrea Borella (fioretto) – Squadra fioretto maschile – Squadra fioretto femminile – Mauro Numa (fioretto) – Squadra spada maschile |
| 36. Losanna 1987               | 0 | 0 | 2 | Federico Cervi (fioretto) – Squadra fioretto femminile |
| 37. Orleans 1989               | 1 | 2 | 3 | Squadra spada maschile – Sandro Cuomo (spada) – Squadra spada femminile – Mauro Numa (fioretto) – Annalisa Coltorti (spada) – Squadra fioretto femminile |
| 39. Lione 1990                 | 3 | 3 | 2 | Squadra spada maschile – Squadra fioretto maschile – Squadra fioretto femminile – Angelo Mazzoni (spada) – Andrea Borella (fioretto) – Giovanna Trillini (fioretto) – Tonhi Terenzi (sciabola) – Squadra spada femminile |
| 40. Budapest 1991              | 2 | 0 | 0 | |
| 41. L'Avana 1992               | 0 | 0 | 1 | |
| 42. Lione 1993                 | 2 | 3 | 2 | Squadra spada maschile – Francesca Bortolozzi (fioretto) – Squadra fioretto maschile – Squadra sciabola maschile – Laura Chiesa (spada) – Tonhi Terenzi (sciabola) – Squadra fioretto femminile |
| 43. Atene 1994                 | 2 | 3 | 2 | |
| 44. L'Aia 1995                 | 2 | 1 | 5 | Squadra sciabola maschile – Squadra fioretto femminile – Giovanni Trillini (fioretto) – Sandro Cuomo (spada) – Luigi Tarantino & Tonhi Terenzi (sciabola) – Valentina Vezzali & Diana Bianchedi (fioretto) |
| 45. Città del Capo 1997        | 2 | 1 | 3 | |
| 46. La Chaux de Fonds 1998     | 2 | 1 | 3 | Luigi Tarantino (sciabola) – Squadra fioretto femminile – Raffaello Caserta (sciabola) – Salvatore Sanzo (fioretto) – Giovanna Trillini & Valentina Vezzali (fioretto) |
| 47. Seul 1999                  | 2 | 2 | 2 | |
| 48. Budapest 2000              | 0 | 2 | 0 | |
| 49. Nimes 2001                 | 4 | 1 | 2 | Paolo Milanoli (spada) – Salvatore Sanzo (fioretto) – Valentina Vezzali (fioretto) – Squadra fioretto femminile – Ilaria Bianco (sciabola) – Squadra spada femminile – Gioia Marzocca (sciabola) |
| 50. Lisbona 2002               | 1 | 1 | 1 | Simone Vanni (fioretto) – Squadra sciabola maschile – Luigi Tarantino (sciabola) |
| 51. L'Avana 2003               | 3 | 1 | 4 | Squadra fioretto maschile – Valentina Vezzali (fioretto) – Squadra sciabola femminile – Simone Vanni (fioretto) – Andrea Cassarà (fioretto) – Aldo Montano (sciabola) – Cristiana Cascioli (spada) / Gioia Marzocca (sciabola) |
| 52. New York 2004              | 1 | 0 | 0 | Ed. ridotta |
| 53. Lipsia 2005                | 2 | 2 | 2 | Salvatore Sanzo (fioretto) – Valentina Vezzali (fioretto) – Squadra fioretto maschile – Squadra sciabola maschile – Ilaria Bianco & Alessandra Lucchino (sciabola) |
| 54. Torino 2006                | 1 | 3 | 3 | Margherita Granbassi (fioretto) – Andrea Baldini (fioretto) – Valentina Vezzali (fioretto) – Squadra fioretto femminile – Giovanna Trillini (bronzo) – Stefano Barrera (fioretto) – Squadra fioretto maschile |
| 55. San Pietroburgo 2007       | 1 | 4 | 4 | Valentina Vezzali (fioretto) – Margherita Granbassi (fioretto) – Squadra spada maschile – Andrea Baldini (fioretto) – Aldo Montano (sciabola) – Giovanna Trillini (fioretto) – Diego Confalonieri (spada) – Squadra sciabola maschile – Gioia Marzocca (sciabola) |
| 56. Pechino 2008               | 1 | 0 | 0 | Squadra fioretto maschile (Andrea Baldini, Stefano Barrera, Andrea Cassarà, Salvatore Sanzo) Ed. ridotta |
| 57. Antalia 2009               | 4 | 2 | 3 | Andrea Baldini (fioretto) – Squadra fioretto maschile (Andrea Baldini, Stefano Barrera, Andrea Cassarà, Simone Vanni) – Squadra spada femminile – Squadra fioretto femminile – Matteo Tagliarol (spada) – Squadra sciabola maschile – Luigi Tarantino (sciabola) – Elisa Di Francisca & Arianna Errigo |
| 58. Parigi 2010                | 2 | 3 | 2 | Elisa Di Francisca (fioretto) – Squadra fioretto femminile (Elisa Di Francisca, Arianna Errigo, Ilaria Salvatori, Valentina Vezzali) – Arianna Errigo (fioretto) – Squadra fioretto maschile (Valerio Aspromonte, Andrea Baldini, Stefano Barrera, Andrea Cassarà) – Squadra sciabola maschile (Aldo Montano, Diego Occhiuzzi, Luigi Samele, Luigi Tarantino) – Nathalie Moellhausen (spada) – Valentina Vezzali (fioretto) |
| 59. Catania 2011               | 4 | 3 | 4 | Andrea Cassarà (fioretto) – Aldo Montano (sciabola) – Paolo Pizzo (spada) – Valentina Vezzali (fioretto) – Valerio Aspromonte (fioretto) – Elisa Di Francisca (fioretto) – Squadra fioretto femminile – Giorgio Avola (fioretto) – Luigi Tarantino (sciabola) – Squadra sciabola maschile – Squadra spada femminile |
| 60. Kiev 2012                  | 0 | 0 | 0 | Ed. ridotta alle sole specialità non incluse alle Olimpiadi di Londra 2012 |
| 61. Budapest 2013              | 3 | 0 | 3 | Arianna Errigo (fioretto) – Squadra fioretto maschile – Squadra fioretto femminile – Valerio Aspromonte (fioretto) – Elisa Di Francisca (fioretto) – Irene Vecchi (sciabola) |
| 62. Kazan 2014                 | 3 | 1 | 4 | Rossella Fiamingo (spada) – Arianna Errigo (fioretto) – Squadra fioretto femminile – Martina Batini (fioretto) – Enrico Garozzo (spada) – Valentina Vezzali (fioretto) – Squadra fioretto maschile – Squadra spada femminile |
| 63. Mosca 2015                 | 4 | 0 | 1 | Squadra sciabola maschile – Rossella Fiamingo (spada) – Squadra fioretto maschile – Squadra fioretto femminile – Arianna Errigo (fioretto) |
| 64. Rio de Janeiro 2016        | 0 | 1 | 0 | Squadra fioretto femminile. Ed. ridotta alle sole specialità non incluse alle Olimpiadi di Rio de Janeiro 2016 |
| 65. Lipsia 2017                | 4 | 1 | 4 | Paolo Pizzo (spada) – Squadra fioretto maschile – Squadra fioretto femminile – Squadra sciabola femminile – Alice Volpi (fioretto) – Daniele Garozzo (fioretto) – Squadra sciabola maschile – Arianna Errigo (fioretto) – Irene Vecchi (sciabola) |
| 66. Wuxi 2018                  | 4 | 2 | 1 | Alessio Foconi (fioretto) – Alice Volpi (fioretto) – Mara Navarria (spada) – Squadra fioretto maschile – Squadra sciabola maschile – Squadra fioretto femminile – Arianna Errigo (fioretto) |
| 67. Budapest 2019              | 0 | 1 | 7 | Squadra fioretto femminile – Andrea Santarelli (spada) – Luca Curatoli (sciabola) – Squadra fioretto maschile – Squadra sciabola maschile – Arianna Errigo & Elisa Di Francisca (fioretto) – Squadra spada femminile |
| 68. Il Cairo 2022              | 2 | 4 | 2 | Squadra fioretto maschile – Squadra fioretto femminile – Tommaso Marini (fioretto) – Squadra spada maschile – Arianna Errigo (fioretto) – Squadra spada femminile – Squadra sciabola maschile – Rossella Fiamingo (spada) |

#### Coppa del Mondo
(dopo la Coppa del Mondo di scherma 2011)
- 71 Trofei (57 individuali, 14 a squadre)
- Edizioni prese in considerazione: dal 1972 in poi.

#### Campionati Europei
(dopo i campionati europei di Strasburgo 2014)
| Posizione nel Medagliere | Paese  |    |    |    | Totale |
| ------------------------ | ------ | -- | -- | -- | ------ |
| 1                        | Italia | 74 | 51 | 75 | 200    |

| Campionati Europei    |   |   |   | Schermidori italiani medagliati |
| --------------------- | - | - | - | --- |
| 1. Foggia 1981        | 3 | 2 | 1 | |
| 2. Mödling 1982       | 2 | 0 | 2 | |
| 3. Lisbona 1983       | 2 | 2 | 1 | |
| 4. Vienna 1991        | 0 | 0 | 1 | |
| 5. Lisbona 1992       | 1 | 0 | 2 | |
| 6. Linz 1993          | 1 | 0 | 2 | |
| 7. Cracovia 1994      | 0 | 1 | 3 | |
| 8. Keszthely 1995     | 1 | 2 | 0 | |
| 9. Limoges 1996       | 0 | 0 | 2 | |
| 10. Danzica 1997      | 0 | 0 | 1 | |
| 11. Plovdiv 1998      | 2 | 2 | 1 | |
| 12. Bolzano 1999      | 6 | 3 | 2 | |
| 13. Funchal 2000      | 1 | 0 | 3 | |
| 14. Coblenza 2001     | 3 | 3 | 1 | |
| 15. Mosca 2002        | 2 | 1 | 0 | |
| 16. Bourges 2003      | 1 | 3 | 3 | |
| 17. Copenaghen 2004   | 0 | 0 | 5 | |
| 18. Zalaegerszeg 2005 | 4 | 0 | 4 | |
| 19. Smirne 2006       | 0 | 1 | 4 | |
| 20. Gand 2007         | 2 | 2 | 4 | |
| 21. Kiev 2008         | 1 | 2 | 3 | |
| 22. Plovdiv. 2009     | 5 | 0 | 4 | |
| 23. Lipsia 2010       | 5 | 2 | 3 | |
| 24. Sheffield 2011    | 6 | 2 | 2 | |
| 25. Legnano 2012      | 2 | 0 | 2 | |
| 26. Zagabria 2013     | 3 | 1 | 4 | |
| 27. Strasburgo 2014   | 4 | 3 | 3 | |
| 28. Montreux 2015     | 3 | 3 | 4 | |
| 29. Toruń 2016        | 1 | 4 | 1 | |
| 30. Tbilisi 2017      | 4 | 3 | 4 | |
| 31. Novi Sad 2018     | 1 | 4 | 3 | |
| 32. Düsseldorf        | 2 | 2 | 6 | |
| 35. Adalia 2022       | 4 | 7 | 3 | Daniele Garozzo (fioretto) – Squadra fioretto maschile – Squadra spada maschile – Squadra fioretto femminile – Tommaso Marini (fioretto) – Luca Curatoli (sciabola) Arianna Errigo (fioretto) – Rossella Fiamingo (spada) – Rossella Gregorio (sciabola) – Squadra spada femminile – Squadra sciabola femminile – Giorgio Avola (fioretto) – Alice Volpi (fioretto) – Mara Navarria (fioretto) |

#### Universiadi
(dopo le Universiadi di Kazan 2013)
| Posizione nel Medagliere | Paese  |     |    |    | Totale |
| ------------------------ | ------ | --- | -- | -- | ------ |
| 1                        | Italia | '89 | 73 | 63 | 225    |

- Edizioni prese in considerazione: da Roma 1927 in poi (presi in considerazione anche i campionati sportivi universitari antecedenti alla I Universiade vera e propria).

#### Giochi del Mediterraneo
(dopo i giochi di Mersin 2013)
| Posizione nel Medagliere | Paese  |    |    |    | Totale |
| ------------------------ | ------ | -- | -- | -- | ------ |
| ?                        | Italia | 35 | 32 | 28 | 95     |

- Edizioni prese in considerazione: da Alessandria d'Egitto 1951 in poi.

### Under-23

#### Campionati Europei Under-23
(dopo i campionati europei di Tbilisi 2014)
| Posizione nel Medagliere | Paese  |    |    |    | Totale |
| ------------------------ | ------ | -- | -- | -- | ------ |
| 1                        | Italia | 17 | 15 | 20 | 52     |

- Edizioni prese in considerazione: da Monza 2008 in poi.

### Giovani

#### Campionati Mondiali Giovani
(dopo i campionati mondiali di Plovdiv 2014)
| Posizione nel Medagliere | Paese  |    |    |    | Totale |
| ------------------------ | ------ | -- | -- | -- | ------ |
| 1                        | Italia | 60 | 66 | 91 | 217    |

- Edizioni prese in considerazione: da Nizza 1950 in poi.

#### Coppa del Mondo Giovani
(dopo la Coppa del Mondo giovani di scherma 2014)
- 47 Trofei (47 individuali)
- Edizioni prese in considerazione: dal 1982 in poi.

#### Campionati Europei Giovani
(dopo i campionati europei di Gerusalemme 2014)
| Posizione nel Medagliere | Paese  |    |    |    | Totale |
| ------------------------ | ------ | -- | -- | -- | ------ |
| 1                        | Italia | 59 | 27 | 58 | 144    |

- Edizioni prese in considerazione: da Innsbruck 1992 in poi.

### Cadetti

#### Giochi Olimpici Giovanili
(dopo i giochi di Nanchino 2014)
| Posizione nel Medagliere | Paese  |   |   |   | Totale |
| ------------------------ | ------ | - | - | - | ------ |
| 1                        | Italia | 4 | 5 | 1 | 10     |

- Edizioni prese in considerazione: da Singapore 2010 in poi.

#### Campionati Mondiali Cadetti
(dopo i campionati mondiali di Plovdiv 2014)
| Posizione nel Medagliere | Paese  |    |    |    | Totale |
| ------------------------ | ------ | -- | -- | -- | ------ |
| -                        | Italia | 29 | 32 | 44 | 105    |

- Edizioni prese in considerazione: da Tel Aviv 1987 in poi.

#### Campionati Europei Cadetti
(dopo i campionati europei di Gerusalemme 2014)
| Posizione nel Medagliere | Paese  |    |    |    | Totale |
| ------------------------ | ------ | -- | -- | -- | ------ |
| -                        | Italia | 36 | 18 | 30 | 84     |

- Edizioni prese in considerazione: da Novi Sad 2007 in poi.

## Presidenti

### Presidenti dellaFederazione Schermistica Italianadal 1909 al 1923
- 1909-1914 Conte Enzo Ravaschieri Fieschi
- 1914-1918 Edoardo Negri de Salvi
- 1918-1919 Ernesto Bertinatti
- 1919-1923 On. Carlo Montù

### Presidenti dellaConfederazione Italiana di Schermadal 1923 al 1933
- 1924-1925 sen. Alfredo Rocco
- 1926-1933 On. Giuseppe Mazzini

### Presidenti dellaFederazione Italiana Schermadal 1933 ad oggi
- 1933-1936 On. Giuseppe Mazzini
- 1936-1940 Nedo Nadi
- 1940-1943 Giulio Basletta
- 1943 Giulio Basletta (Commissario CONI)
- 1944 Umberto De Martino (Reggente CONI)
- 1944-1946 Comitato di reggenza nominato dal Reggente CONI: Mario Torti, Renzo Nostini, Andrea Marrazzi
- 1947 Carlo Anselmi
- 1947-1952 On. Giuseppe Mazzini
- 1952-1959 Nino Bertolaia[6]
- 1959-1960 Comitato di gestione nominato dal CONI: Gastone Darè, Edoardo Mangiarotti, Renzo Nostini
- 1961-1993 Renzo Nostini (dimissionario)
- 1993-1994 Onorato Sepe (Commissario CONI)
- 1994-2005 Antonio Di Blasi
- 2005-2021 Giorgio Scarso
- 2021-2025 Paolo Azzi
- 2025- oggi Luigi Mazzone

## Segretari generali
- 1909-1914 Augusto Ciacci
- 1914-1918 Augusto Ciacci
- 1918-1924 Ercole Morelli
- 1924-1926 Franco Faraci Del Prato
- 1926-1935 Franco Faraci Del Prato
- 1940-1943 Dino Rastelli
- 1944 Vito Resse (facente funzioni)
- 1944-1945 Dino Rastelli (Reggente Nord)
- 1947-1964 Alfredo Pezzana
- 1965-1992 Aldo Stefanini
- 1992-1999 Giancarlo Guerrini
- 1999-2003 Michele Maffei
- 2003-2005 Gianfranco Carabelli
- 2005-2009 Salvatore Ottaviano
- 2009-oggi Marco Cannella

## Consiglio Federale
Presidente
- Luigi Mazzone

Vicepresidenti
- Daniele Garozzo (vicario)[7]
- Francesco Montini

Consiglieri
- Elisa Albini
- Cristiana Cascioli (rappresentante tecnici)
- Daria Marchetti
- Paolo Menis
- Marcello Antonio Scisciolo
- Andrea Sirena
- Beatrice Vio Grandis (rappresentante atleti)
- Federico Vismara (rappresentante atleti)

Segretario Generale
- Marco Cannella

### Consigli federali precedenti

#### 2021-2025
Presidente
- Paolo Azzi

Vicepresidenti
- Maurizio Randazzo (vicario)
- Vincenzo De Bartolomeo

Consiglieri
- Alberto Ancarani
- Valerio Aspromonte (rappresentante atleti)
- Matteo Autuori
- Guido De Guida
- Sebastiano Manzoni
- Rossana Pasquino (rappresentante atleti)
- Joëlle Piccinino
- Giovanna Trillini (rappresentante tecnici)

Segretario Generale
- Marco Cannella

### Presidente onorario
- Giorgio Scarso

### Membri d'onore
- Emmanuele F.M. Emanuele
- Lionero Del Maschio
- Antonio Di Blasi